# 新潟日赤センター爆破未遂事件

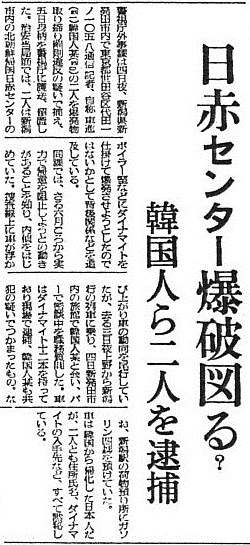
新潟日赤センター爆破未遂事件を報じた朝日新聞夕刊（1959年12月5日付）

新潟日赤センター爆破未遂事件（にいがたにっせきセンターばくはみすいじけん）とは、中国地方各地における韓国工作員による密出入国と、1959年12月4日韓国代表部（領事館）の金永煥三等書記官などにより企てられた新潟県での暗殺・爆破テロ未遂事件。

## 事件の背景
朝鮮戦争が膠着状態となり、1951年7月から休戦会談が開始されると、韓国大統領・李承晩は1952年1月18日に李承晩ラインを宣言し、竹島を不法占拠するとともに対馬は韓国領であると主張して日本に「返還」を要求、さらに日本の漁民数千人を不当に抑留し、果ては第一大邦丸事件のように無抵抗の日本人を虐殺する事件までも引き起こした。後述の事件当時も日本人は韓国に抑留されている状態であった。韓国では休戦後も国土が荒廃したままで、経済活動は衰退し、世界最貧国となっていた。また、韓国政府は朝鮮戦争中には共産主義者との関係を疑われた数十万人とも百数十万人とも言われる数の韓国民を裁判なしで虐殺していた（保導連盟事件、居昌事件など）。
一方、北朝鮮は、1955年に在日朝鮮人が極左急進主義を弱めて設立した在日本朝鮮人総聯合会（朝鮮総連）と緊密な連携をとるようになった（朝鮮総連の前身の在日本朝鮮人連盟は日本国内にておこなっていた大規模な武装闘争（日本の裁判所や検察庁へ襲撃など）などで解散させられている）。また、北朝鮮は共産圏諸国の支援を受けることによって復興を遂げつつあり、在日朝鮮人にも在日朝鮮学校への支援などの資金援助をおこなった。韓国政府は北朝鮮に対し教育費の援助を止めるよう抗議を行ったが、韓国政府自身は支援を行わず、在日本大韓民国居留民団（現：在日本大韓民国民団）からの抗議を受けて支援を行ったものの、その額は北朝鮮の10分の1にとどまった。
- 1945年9月2日 - 1952年4月28日、連合国最高司令官の指令により多くの密入国者や犯罪者の在日朝鮮人が韓国に強制送還される（大村収容所だけでも3633人）[10]。自ら帰還を希望した在日朝鮮人140万人は日本政府の手配で帰還する[11][12][13][14]。
- 1952年4月28日、サンフランシスコ講和条約発効により日本国主権回復。以後、韓国政府は日韓政府間協定が結ばれていないとして在日朝鮮人の引き取りを拒否[10]。
- 1956年、北朝鮮の金日成首相は朝鮮労働党第三次大会で在日朝鮮人学生を衣食住・学費の全てを無償で北朝鮮へ受け入れると発表し、在日朝鮮人の帰国を呼びかけた[9]。声明を受けて、日本国内では朝鮮総連は帰国促進運動を繰り広げた[15]。
- 1959年2月13日、第2次岸内閣は「在日朝鮮人の北朝鮮帰還問題は基本的人権に基づく居住地選択の自由という国際通念に基づいて処理する」とした閣議了解を行った[16]。
- 1959年8月、韓国の李承晩大統領は「日本は人道主義の名の下に北朝鮮傀儡政権の共産主義建設を助けようとしている」と非難し、予定されていた日韓会談の中止を指示した。
- 1959年8月、カルカッタで日朝赤十字社間で帰還協定が締結。在日本大韓民国居留民団は韓国政府の意向で北送反対闘争委員会を結成[15]。
- 1959年8月25日、在日本大韓民国居留民団員たちが日本赤十字本社に乱入[15]。
- 1959年12月14日、北朝鮮への帰国船の第一陣が出発する。北朝鮮へ帰国した朝鮮人には、韓国政府による済州島4・3事件や麗水・順天事件などの虐殺を逃れて日本に密入国した韓国人などがいた[17]。

## 北韓送還阻止工作員の結成
危機感を募らせた韓国政府は日本に大量の工作員を送り込むことを決定した。1959年9月、韓国政府は日本に戻ることなく韓国に帰還したままであった在日義勇兵（在日朝鮮人の韓国軍への志願者）たちに、在日朝鮮人の北朝鮮への帰還事業を阻止するために日本に潜入して妨害工作活動を行う工作員となるよう要請した。韓国政府は在日義勇兵41人・韓国軍予備役将校・韓国警察試験合格者24名からなる北韓送還阻止工作員を結成した。また、韓国政府が日本国内で組織した工作員も妨害活動を行うことになる。
- 1959年9月末、ソウル江北区牛耳洞の訓練所で「破壊班」「説得班」「要人拉致班」に分かれて訓練が行われた[23]。
- 1959年12月初旬、潜入アジトを設けるために先発隊が慶尚北道慶州市甘浦港から船員に偽装して貿易船に乗り込み、ボートに乗り換えて小倉と関東で活動する部隊ごとに海岸から上陸した[24]。工作事件の舞台となる新潟県に隣接する富山県にはテロ部隊の本部がおかれた[4]。

## 韓国工作員のテロ計画
- 在日朝鮮人帰国事業担当の日本側要員の暗殺[21]。
- 日本赤十字社の破壊[21]。
- 新潟港に通じる鉄道線路を破壊[21]。
- 韓国民団にKCIAの工作員を偽装入会させ、日本側の警戒を受けずに政財界へ浸透する。

## 新潟日赤センター爆破計画発覚
- 1959年12月4日、警視庁外事課は新潟県新発田市内のバーで密談を行っていた工作員2名に任意同行を求め、新発田警察署で取り調べを行った。工作員の鞄の中からは雷管を装填した4本組のダイナマイト3束の計12本が発見され、爆発物取締罰則違反の現行犯で逮捕された。さらに、新潟駅では工作員が駅に預けたガソリン1L缶4本を隠したウィスキー箱が発見され、工作員たちは新潟日赤センターを爆破しようとしていたことが判明した[25][26][27][28]。また、この工作事件は韓国代表部（領事館）の金永煥三等書記官と来日中の韓国特務機関の幹部が指揮をとっていたことも明らかにされた[22]。この時逮捕された工作員は、日本国籍を取得した在日韓国人と在日義勇兵として朝鮮戦争に参加した韓国治安局所属の在日朝鮮人である[4][22]。日本国籍を取得している在日韓国人は事件前には、新聞記者と称して日本赤十字社本部の周辺に入り浸っており、日本赤十字社からは出入り禁止とされていた[4]。事件発覚後、警察は次々と韓国の工作員を摘発した。この爆破未遂事件は日本社会に衝撃を与え、韓国政府や在日大韓民国居留民団に対しての日本世論が硬化した[29]。
- 1959年12月7日には釜山港から神戸港に上陸しようとしていた工作員を載せた大栄号が関門海峡で海上保安官に臨検されて強制停泊させられた後に、韓国に引き返している[30]。
- 1959年12月12日には巨済島を出発した韓国工作員を載せた明星号が下関近海で暴風に遭い沈没し12名が死亡[21][31]。
- 1959年12月13日、12月12日に明星号と同じく巨済島を出航した工作船が広島県呉港から工作員を潜入させる[21]。
- 1959年12月下旬には在日義勇兵として朝鮮戦争に参加した後、再び日本に渡航して大阪府に住んでいた男性のもとに、韓国に帰還したままであった在日義勇兵の友人が8人の男を引き連れて現れると、そのまま居候するようになり、夜にはラジオで韓国から送られてくる暗号を受信するなどして工作活動を開始した[9]。追って、工作資金2000ドルも送付されてきた[9]。
- 1960年4月19日に四月革命が起こり、李承晩大統領が失脚すると工作活動は下火となった。
- 1960年5月3日、山口県下関彦島江ノ浦桟橋から鮮魚運搬船で韓国に密出国しようとしていた韓国工作員24名が逮捕された[32][33][34][21]。工作員たちは先に神戸、長崎、下関付近から密入国していた[33][34]。
- 1960年5月10日、警視庁外事課が韓国工作員を出入国管理法違反で逮捕。工作員は李承晩大統領直属の景武台機関出身で在日同胞の北朝鮮帰国阻止決死隊の隊員だった。工作員は日赤センターや船や列車を破壊する任務を与えられていた[33][34]。

## 事件後

### 衆議院法務委員会
1959年12月8日、衆議院法務委員会にて社会党の猪俣浩三代議士は自身が事件発覚前に新潟日赤センター爆破計画と事件実行犯である工作員が新潟に入るとの情報を帰還促進団体からすでに受けていたことを明らかにした。また、猪俣は安斗煕、張斗権、韓九、柳日熙、李周浩ら韓国軍の特務機関員が日本に潜入しており、韓国代表部（領事館）の金永煥が用意した韓国銀行あての小切手800万円が韓国人を介して12月4日午後二時半、韓国料理店で安斗熙らに渡されたとの情報を明らかにした。その際、金九（元大韓民国臨時政府主席）暗殺実行犯の安斗熙が姜斗熙という偽名でアメリカ空軍立川基地を経由して潜入したとしている。また、韓国の工作活動は三つに分かれており、第一は、新潟日赤センター爆破計画、第二は、輸送の列車爆破、第三は、すべてが失敗に終わった時に朝鮮総連幹部と北朝鮮側の帰還責任者に対してテロを行なうというものであった。そして「何がゆえに一体、北鮮に帰りたいという朝鮮人をせっかく日本政府が北朝鮮に帰すというのに対して、彼らが反対するのであろうか」とたずねた。2011年4月30日の朝鮮日報の報道で猪俣浩三が国会で証言した韓国のテロ計画が事実だったことが明らかにされる。

### 韓国
- 1959年12月8日、駐日代表部の柳泰夏大使が新亜通信のインタビューにおいて事件との関係を否定したことが報じられる[35][36]。
- 2009年5月19日、工作活動中に死亡した工作員12名が「在日同胞北送國家任務随行殉職者」として戦没者等が祀られている国立ソウル顕忠院で顕彰された[37]。
- 2011年4月29日、韓国国会本会議で在日朝鮮人の北送を阻止する警察特殊任務遂行者の補償に関する法律案が承認される[21]。工作員とその子孫たちに慰労金など104億ウォンを給付されることとなった[21][38][39]。

### メディアによる報道
- 2002年には韓国SBSで「ニュース追跡-忘れられた秘密工作員-在日同胞北送阻止隊71名」というインタビュー番組が報道されている[40]。
- 2009年9月26日には日本のTBSで「闇の部隊「北送阻止隊」」という工作員のインタビュー番組が報道されている[41]。
- 2011年4月30日、元テロ工作員のキム・ホンユン、チョ・スンベが朝鮮日報に実名を公表してテロ作戦の証言を行った[21]。